# Leodán Chalá
Leodán Raúl Chalá Ayoví (Mira, Ecuador; 25 de enero de 1998) es un futbolista ecuatoriano. Juega como portero y su equipo actual es El Nacional de la Serie A de Ecuador.

## Trayectoria

### El Nacional
Se inició con El Nacional desde las categorías sub-12, sub-16, sub-18 y sub-19. En el 2015 es removido el equipo de la reserva, pero no sería hasta el 2017, año en que debuta de manera oficial con la reserva de aquel equipo. En el 2018 tuvo un breve paso, en calidad de cesión, por el Galácticos Fútbol Club de la Segunda Categoría de Ecuador, aquí debutó en el fútbol profesional ecuatoriano. Regresó al equipo militar en agosto del mismo año, dónde en el 2019 fue campeón del Campeonato Ecuatoriano de Reservas, al derrotar en la final a Liga Deportiva Universitaria.
En 2022 se consolidó dentro del equipo, fue pieza fundamental para el título de campeón de la Serie B de Ecuador 2022 y posterior ascenso a la máxima categoría de Ecuador. Fue titular en todos los partidos en la Copa Ecuador 2022, donde El Nacional tuvo un destacada actuación, lo que le valió la clasificación a la Copa Libertadores 2023.

## Selección nacional

### Categorías inferiores
Fue convocado a la selección ecuatoriana sub-23 para disputar el Preolímpico de Colombia 2020 clasificatorio a los Juegos Olímpicos de Tokio 2020.

#### Participaciones en Sudamericanos
| Campeonato                              | Sede     | Resultado    | Partidos | Goles |
| --------------------------------------- | -------- | ------------ | -------- | ----- |
| Sudamericano Sub-17 de 2015             | Paraguay | Tercer lugar | 0        | 0     |
| Preolímpico Sudamericano Sub-23 de 2020 | Colombia | Primera fase | 0        | 0     |

#### Participaciones en Copas del Mundo
| Campeonato                  | Sede  | Resultado        | Partidos | Goles |
| --------------------------- | ----- | ---------------- | -------- | ----- |
| Copa Mundial Sub-17 de 2015 | Chile | Cuartos de final | 0        | 0     |

## Estadísticas

### Clubes
Actualizado al último partido disputado el 15 de junio de 2025.
| Club                       | Div.          | Temporada     | Liga  | Liga  | Copas nacionales | Copas nacionales | Copas internacionales | Copas internacionales | Total | Total |
| Club                       | Div.          | Temporada     | Part. | Goles | Part.            | Goles            | Part.                 | Goles                 | Part. | Goles |
| -------------------------- | ------------- | ------------- | ----- | ----- | ---------------- | ---------------- | --------------------- | --------------------- | ----- | ----- |
| Galácticos F. C. · Ecuador | 3.ª           | 2018          | 10    | 0     | —                | —                | —                     | —                     | 10    | 0     |
| Galácticos F. C. · Ecuador | Total club    | Total club    | 10    | 0     | 0                | 0                | 0                     | 0                     | 10    | 0     |
| El Nacional · Ecuador      | 1.ª           | 2019          | 0     | 0     | 0                | 0                | —                     | —                     | 0     | 0     |
| El Nacional · Ecuador      | 1.ª           | 2020          | 15    | 0     | —                | —                | —                     | —                     | 15    | 0     |
| El Nacional · Ecuador      | 2.ª           | 2021          | 13    | 0     | —                | —                | —                     | —                     | 13    | 0     |
| El Nacional · Ecuador      | 2.ª           | 2022          | 0     | 0     | 11               | 0                | —                     | —                     | 11    | 0     |
| El Nacional · Ecuador      | 1.ª           | 2023          | 12    | 0     | 0                | 0                | 0                     | 0                     | 12    | 0     |
| El Nacional · Ecuador      | 1.ª           | 2024          | 5     | 0     | 1                | 0                | 2                     | 0                     | 8     | 0     |
| El Nacional · Ecuador      | 1.ª           | 2025          | 3     | 0     | 0                | 0                | 0                     | 0                     | 3     | 0     |
| El Nacional · Ecuador      | Total club    | Total club    | 48    | 0     | 12               | 0                | 2                     | 0                     | 62    | 0     |
| Total carrera              | Total carrera | Total carrera | 58    | 0     | 12               | 0                | 2                     | 0                     | 72    | 0     |
| 1. 2.                      |               |               |       |       |                  |                  |                       |                       |       |       |

## Palmarés

### Campeonato nacionales
| Título             | Club        | País    | Año  |
| ------------------ | ----------- | ------- | ---- |
| Serie B de Ecuador | El Nacional | Ecuador | 2022 |
| Copa Ecuador       | El Nacional | Ecuador | 2024 |

## Vida privada
Es hermano del también futbolista Aníbal Chalá.